# تپه توبره ریز ۲
تپه توبره ریز ۲ مربوط به دوران پارینه‌سنگی جدید - دوران فرادیرینه‌سنگی است و در شهرستان کرمانشاه، بخش مرکزی، دهستان دورود فرامان، ۱/۶ کیلومتری جنوب روستای سیاه بید علیا واقع شده و این اثر در تاریخ ۱۸ اسفند ۱۳۸۷ با شمارهٔ ثبت ۲۴۹۲۲ به‌عنوان یکی از آثار ملی ایران به ثبت رسیده است.